# Cynthia Rothrock

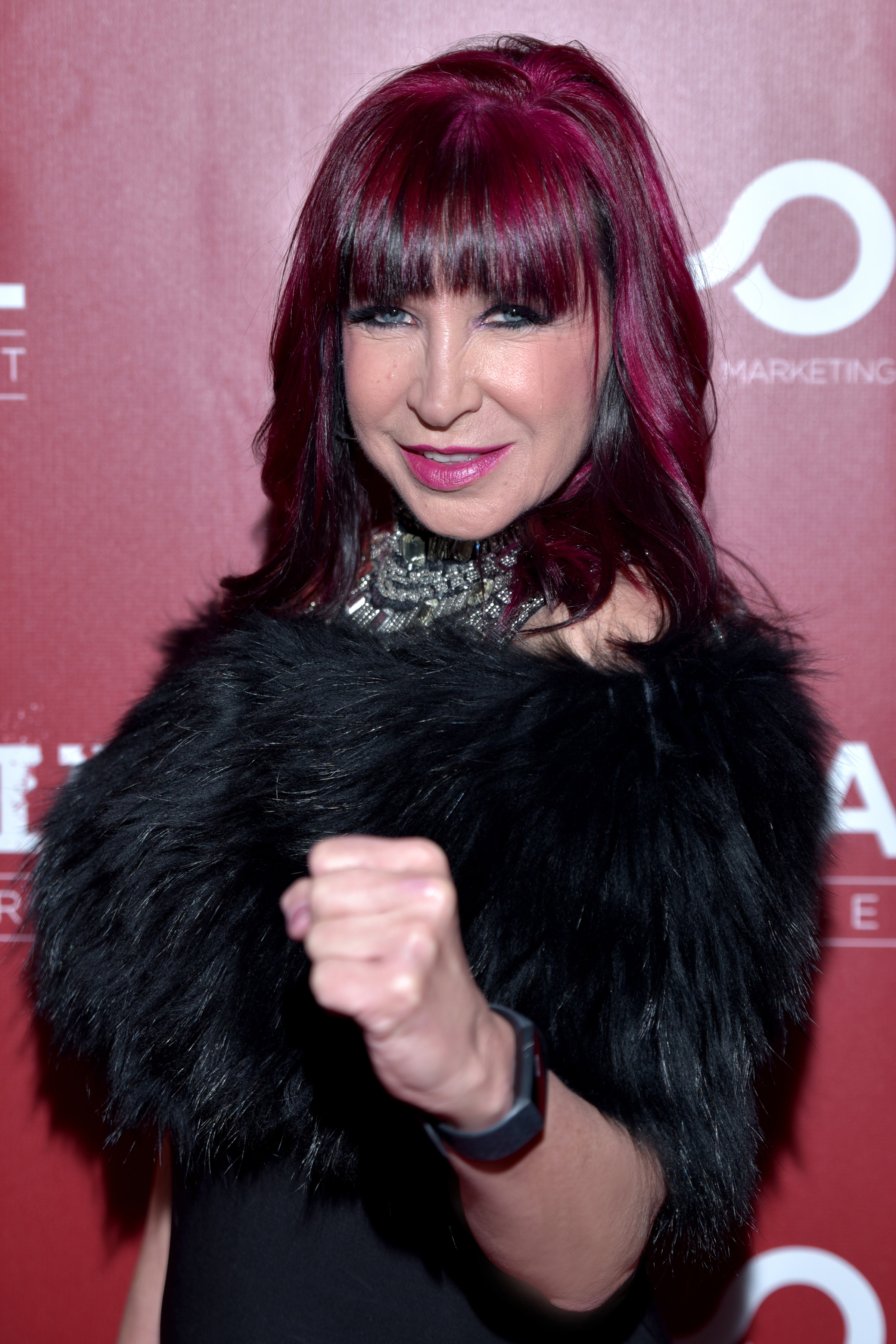
Cynthia Rothrock (2018)

Cynthia Ann Christine Rothrock (* 8. März 1957 in Wilmington, Delaware) ist eine US-amerikanische Schauspielerin und Kampfkünstlerin. Sie spielt vor allem in Martial-Arts-Filmen mit.

## Leben
Rothrock begann als Dreizehnjährige mit dem Karate und ist Trägerin von fünf Schwarzen Gürteln in verschiedenen Kampfkunstdisziplinen. Sie wurde zwischen 1980 und 1985 fünfmal an die Spitze der Bestenliste des Magazins Karate Illustrated gewählt, in der Kategorie Kata der Frauen. Ihre erste größere Rolle in einem Film spielte sie 1985 an der Seite von Michelle Yeoh in Ultra Force 2 (Huang gu shi jie, engl.: Yes, Madam!). Nach dem Jahr 2004 war sie bis 2012 in keiner Filmproduktion mehr zu sehen, seither dreht sie wieder Filme. Ihre Filmografie umfasst mehr als 65 Produktionen, gelegentlich tritt sie auch als Produzentin in Erscheinung. In dem Film American Tigers (1996) spielte sie sich selbst.
2010 war sie mit Richard Norton in Folge 77 der arte-Reihe Durch die Nacht mit … von Hasko Baumann zu sehen. 2015  war sie in der arte-Reihe Too Young to Die in der Episode Bruce Lee: Die Faust Hollywoods neben Dan Inosanto und Benny Urquidez zu sehen.
Im Jahr 2024 erschien der Actionfilm „The Last Kumite“, in dem sie an der Seite von Matthias Hues und Kurt McKinney auftritt. Der Film wurde crowdfinanziert. Teile des Films wurden auch in Deutschland, u. a. in Hamburg, Dortmund und Witten an der Burgruine Hardenstein gedreht.

## Filmografie (Auswahl)
- 1985: Ultra Force 2 (Yes, Madam! aka In the Line of Duty)
- 1985: 24 Hours to Midnight
- 1986: Magic Crystal
- 1986: Shanghai Police (Foo gwai lip che)
- 1986: Tage des Terrors (Zhi fa xian feng)
- 1987: Eyes of the Dragon
- 1987: Fight to Win
- 1987: Karate Tiger 2 (No Retreat, No Surrender 2: Raging Thunder)
- 1988: Top Squad (Ba Wong Fa)
- 1989: Born to Fight (Shi Jie da shai)
- 1989: Fight to Win (Miao tan shuang long)
- 1990: China O’Brien
- 1990: Martial Law
- 1990: Triple Cross (Angel of Fury)
- 1990: China O'Brien 2 (China O'Brien II)
- 1990: No Witnesses
- 1991: Tigerkralle (Tiger Claws)
- 1991: Fast Getaway
- 1991: Martial Law II: Undercover
- 1992: Honor & Glory (Zong heng tian xia)
- 1992: Prince of the Sun (Tai yang zhi zi)
- 1992: Lady Dragon
- 1993: Rage and Honor
- 1993: Rage and Honor II
- 1993: Angel der Kickboxer
- 1993: Angel of Fury (Lady Dragon 2)
- 1993: Power Cop (Irresistible Force)
- 1993: Street Queen and Killer (Die Unbesiegbare) (Cui hua kuang mo)
- 1993: Triple Cross
- 1994: Guardian Angel
- 1994: Beyond Justice
- 1994: The Getaway Coup – Schon wieder auf der Flucht (Fast Getaway II)
- 1995: Fatal Passion
- 1996: American Tigers
- 1996: Female Justice (Sworn to Justice)
- 1996: Herkules: The Legendary Journeys, (1 Folge, 03x05 Not Fade Away)
- 1996: Eek! The Cat (1 Folge, 05x03 Fists of Furry)
- 1996: Blonde Rache
- 1996: Auge um Auge (Eye for an Eye)
- 1996: Tigerkralle II (Tiger Claws II)
- 1997: Familientreffen der Chaoten, (The Dukes of Hazzard: Reunion)
- 1997: Die FBI-Connection (Deep Cover)
- 1997: Night Vision – Der Nachtjäger (Night Vision)
- 1998: The Hostage
- 2000: Tigerkralle III, (Tiger Claws III)
- 2000: Manhattan Chase
- 2001: Ren she tou du
- 2002: Outside the Law – Von Verrätern gejagt!
- 2002: Redemption
- 2004: Sci-Fighter
- 2007: Lost Bullet (Bala perdida)
- 2012: Super Dogs Summer House, (Santa's Summer House)
- 2013: Badass Showdown
- 2014: Mercenaries
- 2015: The Martial Arts Kid
- 2016: Showdown in Manila
- 2016: Asian Ghost Story (The Narrator Synchronisation)
- 2017: The Adventures of Saber Raine
- 2017: A Doggone Hollywood
- 2017: Death Fighter
- 2018: Fury of the Fist and the Golden Fleece
- 2018: Cool Cat Kids Superhero
- 2021: Diary of a Lunatic (Miniserie 3 Folgen)
- 2021: New York Ninja (Det. Janet Flores Synchronisation)
- 2022: Cool Cat Saves the Kids - the Director's Cut (Mama Cat Synchronisation)
- 2022: Rayen Carson
- 2022: Operation Dragon
- 2023: Buckle Up
- 2024: Taken from Rio Bravo
- 2024: The Last Kumite
- 2024: Black Creek

## Videospiel
- 2001: The Untouchable 2 (Lady Dragon Synchronisation)
- 2018: B-Team (General Rothrock Synchronisation)